# Algemeen Belang (Elburg)
Algemeen Belang Elburg (afgekort: AB) is een lokale christelijke politieke partij in de gemeente Elburg (Gelderland, Nederland). De partij vertegenwoordigt meerdere kernen binnen de gemeente en staat bekend om de slogan "Stabiel, Principieel en Zakelijk."

## Geschiedenis en oprichting
Algemeen Belang is opgericht op 19 februari 1974, voortkomend uit de CHU. De partij groeide in invloed binnen de gemeenteraad en is sinds de jaren ’90 langdurig onderdeel van het college. De partij is opgericht met als doel de belangen van de inwoners van Elburg en de omliggende kernen Oostendorp, ’t Harde, Doornspijk en Hoge Enk te behartigen.
De partij onderscheidt zich van landelijke partijen door de nadruk te leggen op lokale thema’s, zoals leefbaarheid in de dorpen, behoud van voorzieningen en een solide financieel beleid.

## Ideologie en standpunten
De partij positioneert zich als pragmatisch en onafhankelijk. Zij richt zich op de volgende speerpunten:

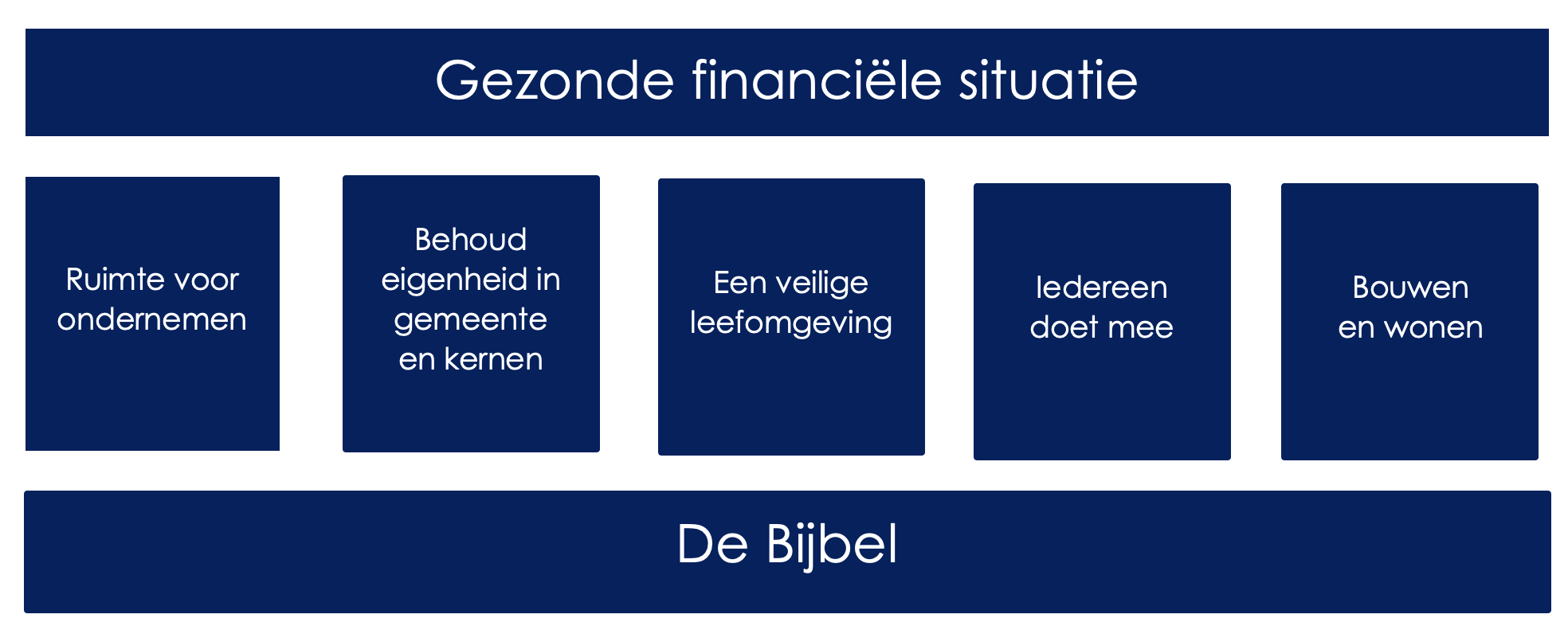
Standpunten Algemeen Belang Elburg

- De Bijbel als basis van het handelen
- Financiële gezondheid van de gemeente Elburg
- Woningbouw, met speciale aandacht voor starters en senioren
- Leefbaarheid en eigenheid van de kernen
- Economische ruimte voor ondernemers
- Een veilige woonomgeving
- Iedereen doet mee in Elburg

Het adagium 'werken vanuit de bedoeling' symboliseert dat beleid gericht is op nut, noodzaak en rendement, met de burger centraal.

## Verkiezingsresultaten
Sinds de oprichting is Algemeen Belang Elburg vrijwel onafgebroken een van de grootste partijen in de gemeenteraad van Elburg.
| Jaar | Zetels in gemeenteraad | Rol in periode |
| ---- | ---------------------- | -------------- |
| 1974 | 1                      | Oppositie      |
| 1978 | 3                      | Coalitie       |
| 1982 | 3                      | Coalitie       |
| 1986 | 3                      | Coalitie       |
| 1990 | 3                      | Coalitie       |
| 1994 | 3                      | Coalitie       |
| 1998 | 3                      | Coalitie       |
| 2002 | 4                      | Coalitie       |
| 2006 | 4                      | Coalitie       |
| 2010 | 4                      | Coalitie       |
| 2014 | 4                      | Coalitie       |
| 2018 | 4                      | Coalitie       |
| 2022 | 4                      | Coalitie       |

## Bestuur en vertegenwoordiging

Wethouder Lennart Oosterloo (2025-heden)

Algemeen Belang Elburg is sinds 1998 vrijwel onafgebroken vertegenwoordigd in het college van burgemeester en wethouders. De partij leverde meerdere wethouders en diverse raadsleden.
| Periode      | Wethouder         |
| ------------ | ----------------- |
| 1978 – 1994  | Henk van Deutekom |
| 1998 – 2025  | Henk Wessel       |
| 2025 – heden | Lennart Oosterloo |

Wethouder Henk Wessel (1998-2025)

Wethouder Henk Wessel was een van de langstzittende wethouders van Nederland, met 27 dienstjaren als wethouder.

## Fractie
De fractie van Algemeen Belang Elburg bestaat (2024) uit 4 raadsleden en 2 burgerraadsleden.
1. ↑  Programma – Algemeen Belang Elburg. Geraadpleegd op 20 augustus 2025.
2. ↑  Verkiezingen 2022 – Algemeen Belang Elburg. Geraadpleegd op 20 augustus 2025.
3. ↑  Langstzittende wethouder stopt ermee. www.gld.nl (17 december 2024). Geraadpleegd op 20 augustus 2025.
4. ↑  Gemeenteraad Elburg - iBabs Publieksportaal. elburg.bestuurlijkeinformatie.nl. Geraadpleegd op 20 augustus 2025.